# Heraclio Bonilla
Heraclio Bonilla Mayta (Lima, 10 de junio de 1942), es un historiador, antropólogo e investigador peruano.

## Biografía
Hijo de Guillermo Bonilla y Rosa Mayta. Su padre era un humilde minero.
Cursó sus estudios escolares en Lima. Se graduó de bachiller en la Universidad Mayor de San Marcos (1964) con la tesis Las comunidades campesinas tradicionales del valle de Chancay; de doctor en Historia, especialidad en Historia Económica, en la Universidad de París (1970), con la tesis Aspects de l'Histoire Economique et Sociale du Pérou, 1821-1979; y de doctor en Antropología en la Universidad de San Marcos (1977), con la tesis Crisis, campesinado y problema nacional en el Perú moderno.
Ha ejercido la docencia en el departamento de ciencias históricos-sociales de la Universidad de San Marcos (1970-2000) y en el departamento de economía de la  Pontificia Universidad Católica del Perú (1970-1989). Asimismo, fue admitido en el Instituto de Estudios Peruanos, donde ejerció como investigador (1970-1989).
También fue profesor de Historia en la Universidad de San Diego, en Estados Unidos (1986-1989); y director del área de Historia de la Facultad Latinoamericana de Ciencias Sociales (FLACSO) del Ecuador (1987-1995). Luego de un corto retorno a Lima, donde ejerció como director de la escuela académico-profesional de Antropología en la Universidad de San Marcos (1995), nuevamente salió del Perú. En 1997 recaló en la Universidad Nacional de Colombia, sede Bogotá, donde actualmente es profesor titular del Departamento de Historia.
Ha enseñado también como profesor visitante en diversas universidades de América Latina, Estados Unidos y Europa; y ha sido investigador asociado al Woodrow Wilson Center de Washington D. C. (1974-1975) y al Institute for Advanced Study, en Princeton (1997).
Fue distinguido con las becas del Social Science Research Council (1976 y 1988), y nombrado como Fellow de la John Simon Guggenheim Foundation (1985) y del Institute for Advanced Study de Princeton en (1997).
Como ponente, coordinador u organizador de simposios, ha participado diversos certámenes académicos de América y de Europa. Presidió en Lima el VII simposio internacional de historia económica, organizado por el Consejo Latinoamericano de Ciencias Sociales (1986).

## Publicaciones
Su área de investigación es la historia económica de América Latina.
Ha escrito una veintena de libros (algunos en coautoría) y numerosos ensayos para revistas especializadas.

### Libros
- Aspectos de la Historia Económica y Social del Perú, 1821-1979 (1970), en dos volúmenes.
- La Independencia en el Perú (1972), en colaboración con Karen Spalding.
- Guano y burguesía en el Perú (1974)
- El minero de los Andes (1974)
- Gran Bretaña y el Perú, 1826-1919: informes de los cónsules británicos (1975-1977), en cinco volúmenes.
- Un siglo a la deriva. Ensayos sobre el Perú, Bolivia y la guerra (1980)
- «El Perú entre la Independencia y la Guerra con Chile» (Lima, 1980), como parte del tomo sexto de la Historia del Perú, editado por Juan Mejía Baca.
- Metáfora y realidad de la independencia en el Perú (Lima, 2001), en colaboración con Gustavo Montañez y reeditada varias veces.
- Colombia y Panamá. La metamorfosis de la nación en el siglo XX (Bogotá, 2004)
- El futuro del pasado. Las coordenadas de la configuración de los Andes (Lima, 2005), en dos volúmenes.
- La trayectoria del desencanto. El Perú en la segunda mitad del siglo XX (Lima, 2006; ampliada en 2009)
- La cuestión agraria en España y en América Latina (Bogotá, 2009)
- Haya de la Torre y la integración de América Latina (Bogotá, 2009)
- Etnia, color y clase en los procesos de independencia de los países andinos (Bogotá, 2010)
- La cuestión colonial (Bogotá, 2011)
- La Constitución de 1812 en Hispanoamérica y España (Bogotá, 2012)
- Consecuencias económicas de la independencia (Bogotá, 2012)
- El Perú de los últimos cincuenta años (Lima, 2014)
- La metamorfosis de los Andes  (Cochabamba, 2014)
- Errata y el “bricolage” de la Historia (Bogotá, 2014.)
- Las Minas de Mariquita en el Nuevo Reino de Granada. Minería, mano de obra y circulación monetaria en los Andes del siglo XVII (Madrid, 2015)

### Compilaciones y ediciones
- Las crisis económicas en la historia del Perú (1986)
- El APRA: de la teoría a la praxis (1989), en colaboración con Paul Drake.
- El sistema colonial en la América española (Barcelona, 1991)
- Los Andes en la encrucijada: indios, comunidades y Estado en el siglo XIX (1991); (Quito, 1991)
- Después de la caída: el significado de la crisis del socialismo para América Latina y Europa del este (1992)
- Los conquistados: 1492 y la población indígena de las Américas (1992)
- Perú en el fin del milenio (1994)
- Los pueblos campesinos de las Américas (1996), en colaboración con Amado Guerrero Rincón

### «La Independencia en el Perú: las palabras y los hechos»
En el Perú tuvo amplia repercusión un ensayo que escribió en 1971 junto con la historiadora estadounidense Karen Spalding, «La Independencia en el Perú: las palabras y los hechos», incluido en el libro La Independencia en el Perú (1972). En dicho ensayo desarrollaba la polémica tesis de que la independencia del Perú había sido concedida por ejércitos extranjeros bajo la dirección de San Martín y Bolívar. Esto, sin embargo, ha sido rebatido por los estudios de otros historiadores, quienes aportaron las pruebas de la participación activa y decisiva de la población peruana en el proceso a favor de la independencia hispanoamericana, desde el siglo XVIII.